# Гноцхајм
Гноцхајм (њем. Gnotzheim) град је у њемачкој савезној држави Баварска. Једно је од 27 општинских средишта округа Вајсенбург-Гунценхаузен. Према процјени из 2010. у граду је живјело 873 становника. Посједује регионалну шифру (AGS) 9577133.

## Географски и демографски подаци
Гноцхајм се налази у савезној држави Баварска у округу Вајсенбург-Гунценхаузен. Град се налази на надморској висини од 473 метра. Површина општине износи 12,5 km². У самом граду је, према процјени из 2010. године, живјело 873 становника. Просјечна густина становништва износи 70 становника/km².